# Haliactis
Haliactis is een geslacht van zeeanemonen uit de klasse van de Anthozoa (bloemdieren).

## Soort
- Haliactis arctica Carlgren, 1921